# Mahamadou Amadou
Pour les articles homonymes, voir Amadou.
Mahamadou Maharana Amadou Tidjani, né le 1er janvier 2001, est un taekwondoïste nigérien.

## Carrière
Mahamadou Amadou est le porte-drapeau de la délégation nigérienne aux Jeux olympiques de la jeunesse de 2018 à Buenos Aires ; il y remporte la médaille de bronze dans la catégorie des moins de 55 kg.
Il est médaillé de bronze dans la catégorie des moins de 54 kg aux Championnats d'Afrique de taekwondo 2021 à Dakar.
Il est médaillé d'or dans la catégorie des moins de 54 kg aux Jeux de la solidarité islamique de 2021 à Konya ainsi qu'aux Championnats d'Afrique de taekwondo 2022 à Kigali et aux Championnats d'Afrique de taekwondo 2023 à Abidjan.